# David Hendrik Chassé

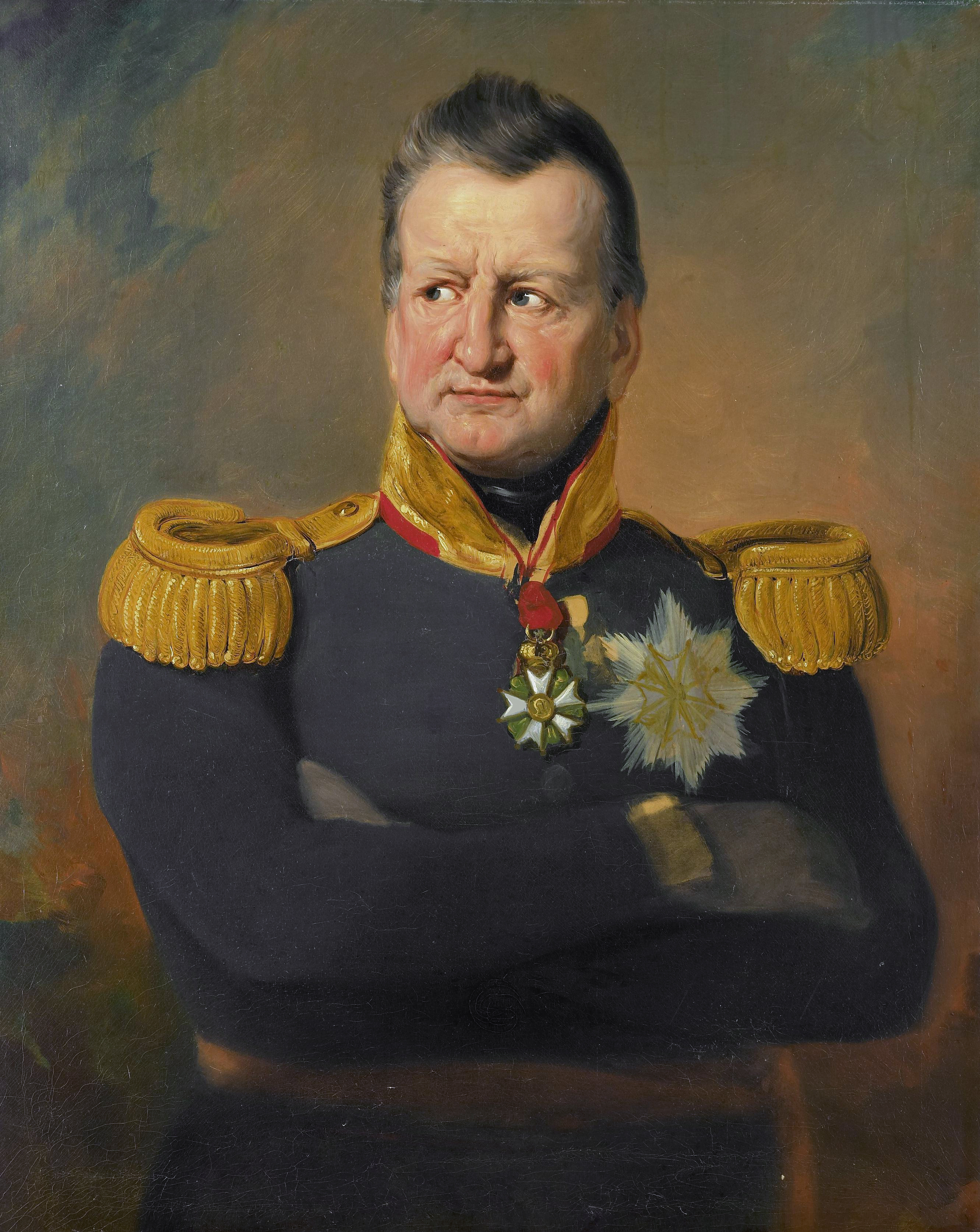
David Hendrik Chassé.

David Hendrik Chassé (* 18. März 1765 in Tiel im Gelderland; † 2. Mai 1849 in Breda), Baron, war ein niederländischer General.

## Laufbahn
Chassé trat 1775 als Kadett in niederländische Kriegsdienste, wurde 1781 Leutnant und 1787 Kapitän. Er floh nach der Unterdrückung der Patriotenpartei (1787), der er anhing, nach Frankreich, trat in die dortige Armee ein und kehrte erst 1795 mit Jean-Charles Pichegru in die Niederlande zurück.
Er machte 1796 unter Herman Willem Daendels den Feldzug in Deutschland mit, zeichnete sich später bei der Belagerung von Würzburg und 1799 bei der englisch-russischen Landung in Nordholland aus, und wurde 1803 Colonel und 1806 Général de brigade.
Er zeichnete sich 1812–1813 im spanischen Krieg aus und erwarb sich wegen seiner Vorliebe für Bajonettangriffe den Beinamen „General Bajonett“. Louis Bonaparte verlieh ihm 1810 den Baronstitel. 1814 avancierte er während des ersten Feldzugs der Alliierten in Frankreich zum Général de division und am 27. Februar 1814 leistete er bei Bar sur Aube einer starken preußischen Streitmacht starken Widerstand.
Nach dem Frieden trat er als Generalleutnant in die niederländische Armee ein und machte die Schlacht bei Waterloo mit. Nach dem zweiten Pariser Frieden stand Chassé an der Spitze des vierten großen Militärkommandos in Antwerpen. In der belgischen Revolution wurde er bekannt durch das brutale Bombardement Antwerpens (27. Oktober 1830) und durch die hartnäckige Verteidigung der Zitadelle während der Belagerung von Antwerpen Ende 1832. Er wurde schließlich zum General der Infanterie befördert. Er wurde den Franzosen als Geisel übergeben, kehrte aber nach dem Präliminarvertrag vom 12. Mai 1833 in sein Vaterland zurück.
Er lebte danach auf seinem Stammsitz Thiel in Geldern, trat 1840 in den endgültigen Ruhestand und starb am 2. Mai 1849 in Breda.

## Familie
Seine drei Jahre ältere Schwester Johanna Cornelia heiratete den späteren Brigadegeneral Heinrich Friedrich August von Hadeln, der am 1. September 1809 als westphälischer Divisionskommandeur bei der Belagerung von Girona fiel. Aus dieser Ehe ging der Sohn Heinrich von Hadeln hervor, der General und Kriegsminister im Herzogtum Nassau werden sollte. Sein älterer Bruder Petrus Theodorus Chassé (1758–1831) machte in der Niederländischen Ostindien-Kompanie (VOC) Karriere. Er wirkte u. a. als Gouverneur von Makassar, Leiter der Faktorei Dejima in Japan und stieg bis zum Vizepräsident des Hohen Rats von Indien auf.